# Масамитла (муниципалитет)
Масамитла (исп. Mazamitla) — муниципалитет в Мексике, в штате Халиско, с административным центром в одноимённом посёлке. Численность населения, по данным переписи 2020 года, составила 14 043 человека.

## Общие сведения
Название Mazamitla с языка науатль можно перевести как: место охоты на оленей со стрелами.
Площадь муниципалитета равна 288,9 км², что составляет 0,4 % от общей площади штата, а наиболее высоко расположенное поселение Эль-Льяно находится на высоте 2438 метров.
Масамитла граничит с другими муниципалитетами штата Халиско: на севере с Ла-Мансанилья-де-ла-Пасом, на востоке с Валье-де-Хуаресом, на юге с Тамасула-де-Гордьяно, на западе с Консепсьон-де-Буэнос-Айресом, а на северо-востоке граничит с другим штатом Мексики — Мичоаканом.

## Учреждение и состав
Муниципалитет был образован 28 октября 1870 года, по данным 2020 года в его состав входит 58 населённых пунктов, самые крупные из которых:
| Код INEGI                  | Населённый пункт                                                                     | Численность населения (2005 год) | Численность населения (2010 год) | Численность населения (2020 год) |
| -------------------------- | ------------------------------------------------------------------------------------ | -------------------------------- | -------------------------------- | -------------------------------- |
| 059                        | Всего                                                                                | 11671                            | 13225                            | 14043                            |
| 0001                       | Масамитла (исп. Mazamitla) 19°54′58″ с. ш. 103°01′14″ з. д. (административный центр) | 7096                             | 7865                             | 8142                             |
| 0025                       | Эпенче-Чико (исп. Epenche Chico) 19°56′20″ с. ш. 103°01′10″ з. д.                    | 570                              | 724                              | 970                              |
| 0012                       | Ла-Кофрадия (исп. La Cofradía) 19°55′25″ с. ш. 103°02′59″ з. д.                      | 444                              | 400                              | 573                              |
| 0039                       | Эль-Льяно-де-лос-Торос (исп. El Llano de los Toros) 19°56′05″ с. ш. 103°00′38″ з. д. | 305                              | 419                              | 384                              |
| 0028                       | Ла-Эстакада (исп. La Estacada) 19°56′01″ с. ш. 103°02′07″ з. д.                      | 174                              | 212                              | 364                              |
| 0035                       | Ла-Уэвера (исп. La Huevera) 19°53′23″ с. ш. 103°07′14″ з. д.                         | 275                              | 295                              | 358                              |
| 0047                       | Пуэрта-дель-Сапатеро (исп. Puerta del Zapatero) 19°51′11″ с. ш. 103°05′08″ з. д.     | 282                              | 356                              | 341                              |
| 0017                       | Корраль-Фальсо (исп. Corral Falso) 19°52′04″ с. ш. 103°07′31″ з. д.                  | 310                              | 330                              | 332                              |
| —                          | Прочие                                                                               | 2215                             | 2624                             | 2579                             |
| Названия на карте Генштаба |                                                                                      |                                  |                                  |                                  |

## Природные ресурсы
Муниципалитет располагает следующими ресурсами:
- 6100 гектар леса, преимущественно состоящие из таких видов деревьев как сосна, дуб, земляничное дерево, ясень, кедр и пихта;

- минеральные — месторождения извести, фонолита, песка и глины.

## Экономическая деятельность
По статистическим данным 2000 года, работоспособное население занято по секторам экономики в следующих пропорциях:
- сельское хозяйство, животноводство и рыбная ловля — 26,8 %;
- промышленность и строительство — 26,9 %;
- торговля, сферы услуг и туризма — 43 %;
- безработные — 3,3 %.

## Инфраструктура
По статистическим данным 2020 года, инфраструктура развита следующим образом:
- электрификация: 99,6 %;
- водоснабжение: 85,3 %;
- водоотведение: 98,8 %.